# 마쓰다이라 노부미쓰

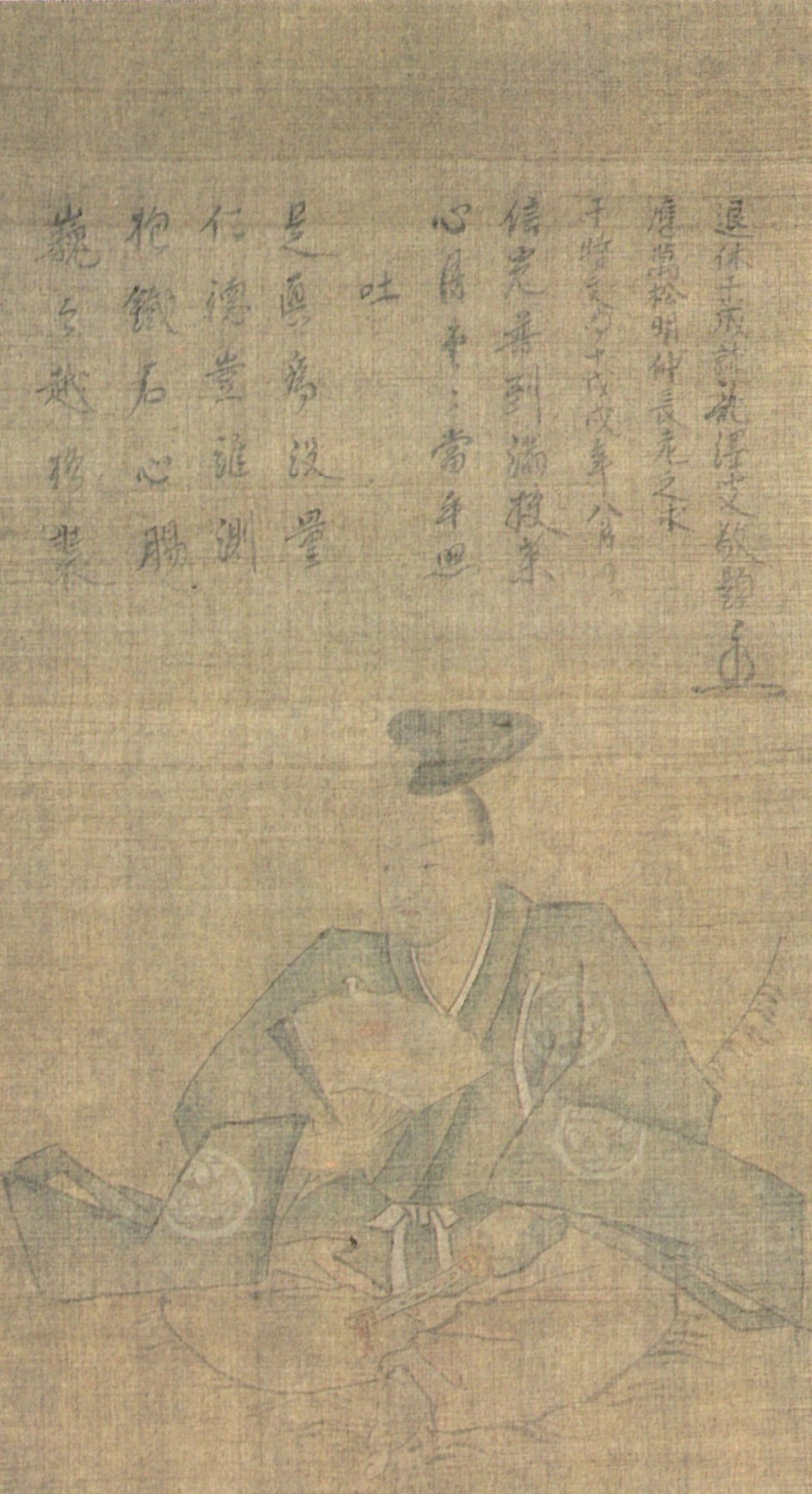
마쓰다이라 노부미쓰

마쓰다이라 노부미쓰(일본어: 松平信光, 생몰년 미상)는 무로마치 시대 중기에서 센고쿠 시대 초기 무렵의 무장이다.
미카와 마쓰다이라씨(松平氏)의 제 3대 당주이며 이와즈 마쓰다이라 가(岩津松平家)의 시조로 마쓰다이라 향(松平郷)에서 태어났다고 한다. 아명은 다케와카마루(竹若丸, 또는 다케치요竹千代)이며 통칭은 사부로(三郎, 지로사부로次郎三郎라고도 함). 관위는 종오위하, 사쿄노스케(左京亮), 이즈미노카미(和泉守). 출가한 뒤에는 이즈미 뉴도(和泉入道)라 칭했다.

## 생애

### 출생에 대하여
노부미쓰의 출생에 대해서는 제 2대 당주 마쓰다이라 야스치카의 아들이라는 설과 초대 당주 마쓰다이라 지카우지의 아들이라는 설이 있다. 또 그들의 적자, 둘째, 혹은 막내라고 하는 등 출생에 대해서 이설이 분분하다.
조부는 도쿠가와 아리치카(得川有親)라 여겨지며 생모는 가모 씨(賀茂氏) 계통의 마쓰다이라 노부시게(다로자에몬노죠太郎左衛門尉)의 딸이라고 한다. 형으로 마쓰다이라 노부히로(마쓰다이라 향 마쓰다이라 가의 실질상 시조)가 있다고 하지만 확실하지 않다.
당시의 자료에서는 닛타 씨(新田氏), 더러는 가모노 아소미(賀茂朝臣)를 칭하고 있었던 것으로 알려져 있다.
기실 노부미쓰는 마쓰다이라 가의 초대로서, 계보 등의 사료로 실재를 확인할 수 있는 것은 노부미쓰부터다. 노부미쓰 이전의 계보는 확실한 증거가 불충분하기 때문에 마쓰다이라 씨 발흥에 대한 사항은 검증되지 못한 부분이 많은 것이 실정이다.

### 오닌의 난 이전
오닌의 난(1467년) 이전에는 무로마치 막부 만도코로(政所)의 집사(執事)였던 이세 씨(伊勢氏)의 히칸(被官)이었다고 한다. 동생 마스치카(益親)도 1443년(가키쓰 3년)에는 무로마치 막부 8대 쇼군 아시카가 요시마사(足利義政)의 정실 도미코(富子)의 오빠인 히노 가쓰미쓰(日野勝光)의 오미국 스가우라(菅浦)·오우라(大浦) 령의 다이칸(代官)으로서 교토로 이주했다고 한다.
노부미쓰는 무용에 뛰어나고 지략이 풍부하여 1421년(오에이 28년), 아버지(혹은 형)인 2대 당주 야스치카를 따라 미카와 이와즈 성(아이치현 오카자키시)를 공격하고, 그 후에는 이와즈 성에 머무르면서 우선 가모 군 도모에가와(巴川) 동안의 오규 성(大給城, 아이치 현 도요타시)를 공략했다. 다음으로 야하기가와(矢作川) 서안의 우에노성 성주 도다 씨(戸田氏)에게 딸을 시집보내어 후일의 헤키카이 군 히라노(平野) 진출의 발판으로 삼았다.
또, 1465년(간쇼 6년) 5월에 노부미쓰는 이세 사다치카(伊勢貞親)의 히칸으로서 쇼군 아시카가 요시마사의 명에 의해 누카타군의 고쿠진(国人) 잇키를 진정시켜서 그 영지는 노부미쓰의 지배하에 들어왔다(《지카모토 일기(親元日記)》).

### 오닌의 난 이후
그 후 오닌· 분메이의 교토의 대란에 응하여 1471년(분메이 3년)에는, 이와즈에서 안쇼(安祥)로 진출하여 야하기가와 서쪽 평야 지역의 요충이었던 야나다 하리마노카미(梁田播磨守)가 농성하는 안쇼 성을 거의 전투를 치르지 않고 기책을 써서 쉽게 공략했으며, 또 오카자키성 성주 사이고 요리쓰구(西郷頼嗣)를 항복시키고, 그의 딸을 노부미쓰의 다섯 째 아들인 미쓰시게(光重)의 아내로 맞았다. 이 때문에 요리쓰구는 오카자키 성을 미쓰시게에게 양도하고, 자신은 오쿠사(大草)에서 은거했다고 한다.
노부미쓰는 적지 않은 나이로 안쇼 성에서 죽지만 자식도 많았다고 한다. 아들 딸 합쳐서 48명의 자식을 얻었다고 전해지며 자신의 딸과 미카와 국 내 여러 가문과의 정략결혼을 통하여, 마침내 서 미카와 일대를 지배하기에 이르렀다. 또, 그의 서자가 다케노야, 가타하라, 오쿠사, 나가사와, 노미, 고이, 후코즈 등으로 분립해 훗날 미카와 국 내의 누카타·호이·헤키카이의 3군의 요지에 「18 마쓰다이라(혹은 14 마쓰다이라)」라고 일컫는 일족 여러 가문으로 발전해 가게 된다. 이는 이세 씨와 막부의 지지도 있었던 것으로 생각되지만 마쓰다이라 씨가 후에 미카와 국을 지배하에 들여, 센고쿠 다이묘(戦国大名)화하는 기반은 이 노부미쓰의 시대에 형성되었다고 할 수 있다.
노부미쓰는 1451년(호토쿠 3년)에는, 이와즈 성 외에 초대 지카우지와 2대 야스치카의 명복을 빌기 위해서 신코묘지(信光明寺)를 건립하고, 1461년(간쇼 2년)에는 이 해에 죽은 아들 지카노리(親則)를 위해 묘신인(妙心院, 후의 묘신지妙心寺)를 건립한다. 그 외에도 다키무라(滝村) 반쇼지(万松寺)를 건립하기도 했다. 그 즈음 스스로도 출가하여 법명을 화천입도월당(和泉入道月堂)이라 하고, 자손의 무운이 번창하기를 기원했다.
노부미쓰의 묘는 신코묘지와 다이주지(大樹寺) 등에 있다.

## 노부미쓰의 생몰년에 대하여
노부미쓰의 생몰년에 대해서는 이설이 있다.
1. 1413년(오에이 20년) ~ 1488년 8월 29일(죠쿄 2년 7월 22일), 향년 76세 설
2. 1404년(오에이 11년) ~ 1488년 8월 29일, 향년 85세 설
3. 1401년(오에이 8년) ~ 1489년 8월 30일(죠쿄 3년 7월 23일), 향년 89세 설

등이 있지만 확증이 없어 특정할 수 없는 실정이다.
| 전임 마쓰다이라 지카우지 / 마쓰다이라 야스치카 | 제3대 마쓰다이라 종가 당주 | 후임 마쓰다이라 지카타다 |